# فرودگاه رابرت اف. اسوینی
فرودگاه رابرت اف. اسوینی (به انگلیسی: Robert F. Swinnie Airport) یک فرودگاه همگانی بهره‌برداری هوایی با کد یاتا ADR است که یک باند فرود آسفالت دارد و طول باند آن ۹۱۵ متر است. این فرودگاه در کشور ایالات متحده آمریکا قرار دارد و در ارتفاع ۸ متری از سطح دریا واقع شده است.